# Ferrari SF1000
A Ferrari SF1000 é o modelo de carro de Fórmula 1 projetado e desenvolvido pela Scuderia Ferrari para a disputa do Campeonato Mundial de Fórmula 1 de 2020, foi pilotado por Charles Leclerc e Sebastian Vettel. O lançamento do SF1000 ocorreu em 11 de fevereiro e sua estreia estava inicialmente programada para acontecer no Grande Prêmio da Austrália de 2020, mas devido a pandemia de COVID-19, sua estreia ocorreu somente no Grande Prêmio da Áustria, a primeira prova da temporada de 2020.
A pandemia também causou o adiamento dos regulamentos técnicos que estavam planejados para serem introduzidos em 2021. Com isso, sob um acordo entre as equipes e a FIA, os carros com especificações de 2020 — incluindo o SF1000 — terão sua vida útil estendida para competir em 2021, com a Ferrari produzindo um chassi atualizado denominado Ferrari SF21.